# Município de Milford (condado de Butler, Ohio)
O município de Milford (em inglês: Milford Township) é um município localizado no condado de Butler no estado estadounidense de Ohio. No ano de 2010 tinha uma população de 3.550 habitantes e uma densidade populacional de 37,17 pessoas por km².

## Geografia
O município de Milford encontra-se localizado nas coordenadas 39° 31′ 08″ N, 84° 37′ 56″ O. Segundo a Departamento do Censo dos Estados Unidos, o município tem uma superfície total de 95.5 km², da qual 95,16 km² correspondem a terra firme e (0,36 %) 0,34 km² é água.

## Demografia
Segundo o censo de 2010, tinha 3.550 habitantes residindo no município de Milford. A densidade populacional era de 37,17 hab./km². Dos 3.550 habitantes, o município de Milford estava composto pelo 97,15 % brancos, o 0,28 % eram afroamericanos, o 0,14 % eram amerindios, o 0,2 % eram asiáticos e o 2,23 % eram de uma mistura de raças. Do total da população o 0,59 % eram hispanos ou latinos de qualquer raça.